# Resolutie 1637 Veiligheidsraad Verenigde Naties
Resolutie 1637 van de Veiligheidsraad van de Verenigde Naties werd op 8 november 2005 unaniem aangenomen door de VN-Veiligheidsraad, en stemde op vraag van Irak in met de door de Verenigde Staten geleide multinationale bezettingsmacht in het land.

## Achtergrond
Op 2 augustus 1990 viel Irak zijn zuiderbuur Koeweit binnen en bezette dat land. De Veiligheidsraad veroordeelde de inval diezelfde dag middels resolutie 660, en later kregen de lidstaten carte blanche om Koeweit te bevrijden. Eind februari 1991 was die strijd beslecht en legde Irak zich neer bij alle aangenomen VN-resoluties. Het land werd vervolgens verplicht te ontwapenen door onder meer al zijn massavernietigingswapens te vernietigen. Daaraan werkte Irak echter met grote tegenzin mee, tot grote woede van de Verenigde Staten, die het land daarom in 2003 opnieuw binnenvielen. 
Een door de VN geleide overgangsregering werd in 2004 opgevolgd door een Iraakse. In 2005 werd een nieuwe grondwet aangenomen en vonden verkiezingen plaats, waarna een coalitie werd gevormd. In de tussentijd werd het land echter geplaagd door sektarisch geweld en bleven er vele slachtoffers vallen door de talloze terreuraanslagen.

## Inhoud

### Waarnemingen
De Veiligheidsraad verwelkomde het begin van een nieuwe fase in Irak en keek al uit naar de dag dat het Iraakse leger zelf voor de veiligheid kon instaan en het mandaat van de multinationale macht in het land dus kon worden beëindigd.
Sinds 28 juni 2004 nam de interim-regering van Irak de volledige autoriteit over het land waar en op 30 januari 2005 was een overgangsparlement verkozen. Een nieuwe grondwet was op 15 oktober goedgekeurd door de bevolking.
Zij die probeerden het politieke proces met geweld op te blazen werden opgeroepen de wapens neer te leggen en eraan deel te nemen, te beginnen met de verkiezingen op 15 december. De vele terreuracties mochten de overgang van Irak niet in de weg staan.
Op 27 oktober had de Eerste Minister van Irak per brief gevraagd om de multinationale macht in zijn land te behouden. De Verenigde Staten hadden per brief laten weten bereid te zijn de macht te behouden om de veiligheid en stabiliteit te handhaven en deel te nemen aan de humanitaire hulp en wederopbouw.

### Handelingen
De Veiligheidsraad besliste aldus het mandaat van de multinationale macht in Irak te verlengen tot 31 december 2006. Op vraag van Irak en anders niet later dan 15 juni 2006 zou het mandaat herzien worden, en op verzoek van Irak zou het mandaat vervroegd beëindigd worden.
Voorts werden ook de met resolutie 1483 getroffen regelingen inzake de Iraakse olie-inkomsten verlengd tot eind 2006.
Ten slotte werd de Verenigde Staten gevraagd om, als leider van de multinationale macht, elk kwartaal te blijven rapporteren over de vooruitgang.

### Annex I
In de eerste bijlage van de resolutie zat de brief waarin premier Ibrahim Aleshaiker Al-Jaafari van Irak vroeg de multinationale macht en de regelingen inzake de olie-inkomsten te verlengen.

### Annex II
De tweede bijlage was van de Amerikaanse minister van Buitenlandse Zaken Condoleezza Rice, die aangaf dat de VS de multinationale macht wilden voortzetten.

## Verwante resoluties
- Resolutie 1618 Veiligheidsraad Verenigde Naties
- Resolutie 1619 Veiligheidsraad Verenigde Naties
- Resolutie 1700 Veiligheidsraad Verenigde Naties (2006)
- Resolutie 1723 Veiligheidsraad Verenigde Naties (2006)

Lijst ·  1581 ·  1582 ·  1583 ·  1584 ·  1585 ·  1586 ·  1587 ·  1588 ·  1589 ·  1590 ·  1591 ·  1592 ·  1593 ·  1594 ·  1595 ·  1596 ·  1597 ·  1598 ·  1599 ·  1600 ·  1601 ·  1602 ·  1603 ·  1604 ·  1605 ·  1606 ·  1607 ·  1608 ·  1609 ·  1610 ·  1611 ·  1612 ·  1613 ·  1614 ·  1615 ·  1616 ·  1617 ·  1618 ·  1619 ·  1620 ·  1621 ·  1622 ·  1623 ·  1624 ·  1625 ·  1626 ·  1627 ·  1628 ·  1629 ·  1630 ·  1631 ·  1632 ·  1633 ·  1634 ·  1635 ·  1636 ·  1637 ·  1638 ·  1639 ·  1640 ·  1641 ·  1642 ·  1643 ·  1644 ·  1645 ·  1646 ·  1647 ·  1648 ·  1649 ·  1650 ·  1651